# Campeonato Sudamericano de Fútbol Sub-17 de 2021
El XIX Campeonato Sudamericano Sub-17 iba a ser la cuarta edición de este certamen que se llevaría a cabo en Ecuador. Serían elegibles los jugadores nacidos desde el 1 de enero de 2004.
El certamen continental sudamericano otorgaba cuatro plazas para la Copa Mundial Sub-17 de 2021 que se iba a celebrar en Perú, pero aquello fue descartado tras la cancelación de aquella competición por parte de la FIFA, la cual fue anunciada el 24 de diciembre de 2020.
El 4 de agosto de 2021, la Conmebol suspendió todos los torneos juveniles en Sudamérica, los que estaban en curso y los que estaban por comenzar: el sub-17 femenino, el sub-15, sub-17 y sub-20 masculino.

## Participantes
Participaban en el torneo los equipos representativos de las 10 asociaciones nacionales afiliadas a la Confederación Sudamericana de Fútbol.
| Equipos participantes | Equipos participantes | Equipos participantes | Equipos participantes | Equipos participantes |
| --------------------- | --------------------- | --------------------- | --------------------- | --------------------- |
| Argentina             | Bolivia               | Brasil                | Chile                 | Colombia              |
| Ecuador               | Paraguay              | Perú                  | Uruguay               | Venezuela             |